# 投光照明

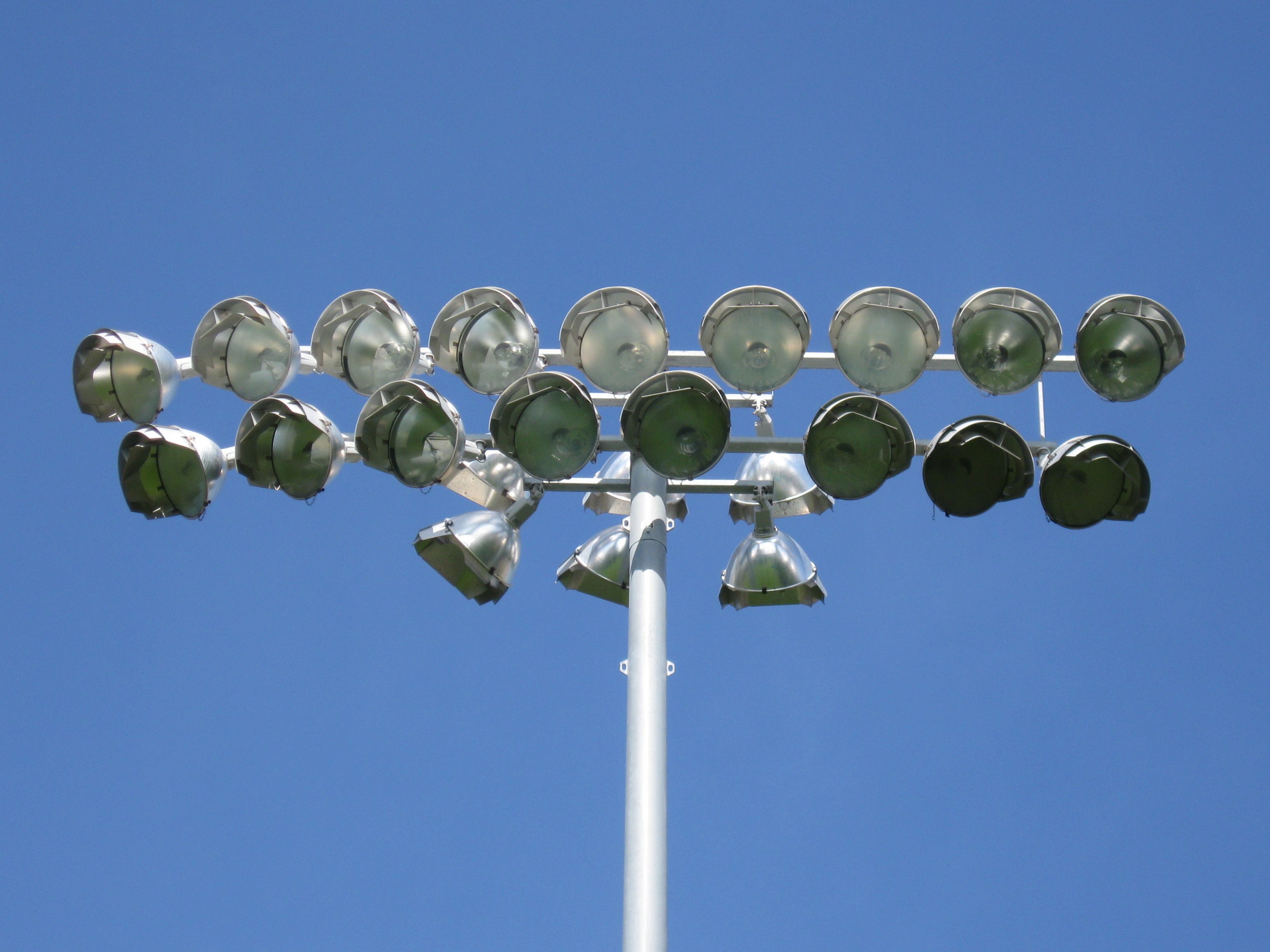
投光照明

投光照明（とうこうしょうめい）は、投光器により建物、銅像、噴水、記念物等を明るく照らして目的物を浮き出すように見せる方法。溢光照明またはフラッドライト（floodlight）ともいう。なお、夜間の工事現場や運動場などで使用される照明も、広い意味では投光照明に含まれる。

## 概要
建物の投光照明は昼間には見られない立体感を出すことができることから、都市の夜間景観にメリハリを与える効果があるとされる。また、都市のランドマーク等のライトアップは、遠距離からの視認が可能になるため、安心感や利便性などのメリットもある。一方、建物の投光照明では、周囲への漏れ光の影響、動植物など環境への光の影響と、夜間の活動における安全・安心な環境の形成とのバランスが重要とされている。なお、自治体によっては投光照明に規制がある場合もある。

## 機器

### 投光器
投光器は配光により、狭角形（遠距離用）、中角形（中距離用）、広角形（近距離用）に分類される。また、形状によって丸形投光器や角形投光器などに分類される。

### 設置
建物の投光照明の場合、隣接する建物に投光器を設置する方式、地面に設置する方式、建物に直接取り付ける方式、歩道端などにポールを設置して投光する方式などがある。光が付近の民家や航空路、観測所などに漏れるのを避ける必要がある場合、照明柱の位置や方向の変更、投光器へのルーバーやフードの取り付けを行う。